# Theodore Ts'o
Theodore Y. « Ted » Ts'o (né en 1968) est un programmeur connu principalement pour ses contributions au noyau Linux, en particulier ses contributions au système de fichiers.

## Biographie
Il obtient en 1990 son diplôme du MIT en informatique, puis il travaille jusqu'en 1999 dans le laboratoire Information Systems & Technology (IS&T) du MIT, où il fut notamment le chef de projet de l'équipe Kerberos. Il travaille ensuite deux ans pour VA Linux Systems.
Depuis décembre 2001, il est employé chez IBM, où il cherche à améliorer les performances du noyau Linux.
Ts'o a commencé à travailler sur le noyau Linux dès juillet 1991, alors que le noyau faisait seulement ses premiers pas. D'après Linus Torvalds, Ts'o a été le premier développeur du noyau Linux originaire d'Amérique du Nord.
Ts'o est le développeur initial et le mainteneur de e2fsprogs, un ensemble d'utilitaires pour les systèmes de fichiers ext2 et ext3, et est un des mainteneurs de ext4.
Il a participé à un groupe de travail pour IPsec et il est l'un des membres fondateurs du Free Standards Group, dont il est l'actuel président.
Ts'o est le trésorier de USENIX, et a présidé le sommet annuel des développeurs du noyau Linux.
Ts'o est aussi un développeur Debian, où il maintient de nombreux paquets, principalement ceux liés au système de fichiers, dont l'ensemble des paquets dérivant d'e2fsprogs depuis mars 2003.
Il a reçu en 2006 de la Free Software Foundation le prix pour le développement du logiciel libre, en reconnaissance de ses contributions au noyau Linux et à Kerberos.